# Auvernia-Ródano-Alpes
Auvernia-Ródano-Alpes (en francés: Auvergne-Rhône-Alpes; en occitano: Auvèrnhe Ròse Aups; en francoprovenzal: Ôvèrgne Rôno-Arpes) es una de las trece regiones que, junto con los territorios de Ultramar, conforman la República Francesa. Su capital y ciudad más poblada es Lyon.
Está ubicada al sudeste del país, limitando al noroeste con Centro-Valle del Loira, al norte con Borgoña-Franco Condado, al noreste con Suiza, al este con Italia, al sur con Provenza-Alpes-Costa Azul y Occitania, y al oeste con Nueva Aquitania. Con 69 711 km² es la tercera región más extensa —por detrás de Nueva Aquitania y Occitania— y con 7 634 000 habitantes en 2012, la segunda más poblada, por detrás de Isla de Francia.
Se creó por la reforma territorial de 2014 fusionándose Auvernia y Ródano-Alpes, y entró en vigor el 1 de enero de 2016.
Se compone de 12 departamentos y una metrópoli con estatus de colectividad territorial.

## Toponimia
El texto de la ley da nombres provisionales para la mayoría de las regiones fusionadas, la combinación de los nombres de sus regiones constituyentes separados por guiones.
Los nombres permanentes serán propuestos por los nuevos consejos regionales y confirmados por el Consejo de Estado antes del 1 de julio de 2016.
Jean-Jack Queyranne, entonces presidente de la extinta región Ródano-Alpes, propuso «AURA» (por Auvergne-Rhône-Alpes), como nombre de la región, idea que pareció tener unanimidad entre las dos regiones. Según varias consultas en línea, los nombres «Rhône-Alpes-Auvergne», «AURA» y «Alpes-Auvergne» encabezaban los votos de los usuarios de Internet.

## Principales áreas metropolitanas
- Lyon (1 639 558)
- Grenoble (512 591)
- Saint-Étienne (373 130)
- Clermont-Ferrand (265 892)
- Chambéry (187 010)
- Annecy (182 901)

## Geografía

### Relieve
La región se extiende sobre el macizo Central al oeste y sobre los macizo de los Alpes al este. Entre ambos se despliega el valle del Ródano. La mitad oriental del departamento de Ain está ocupado por el sur de macizo del Jura, que también ocupa una parte del departamento de Isère y una pequeña parte del oeste de Saboya y Alta Saboya.

#### El Macizo Central

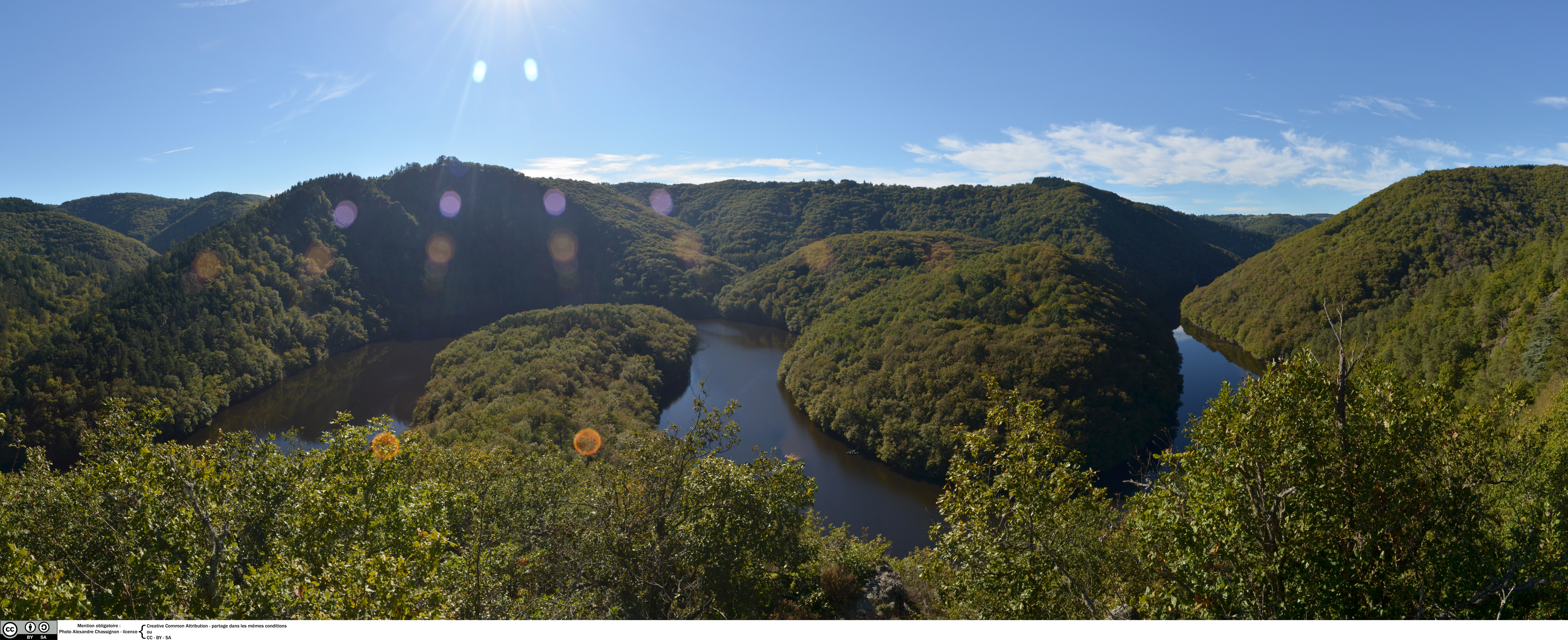
Meandro de Queuille (Combrailles).

Los departamentos de Allier, Cantal, Loira, Alto Loira y Puy de Dome, son enteramente parte del macizo central, y el departamento de Ardèche, de hecho, también lo está en gran parte.
Auvernia se encuentra en el corazón del macizo y yuxtapone diversos paisajes. A los horst cristalinos del socle primario que aparecen en su periferia, se oponen las zonas volcánicas y llanuras o cuencas de colapso, parcialmente rellenas por sedimentos.

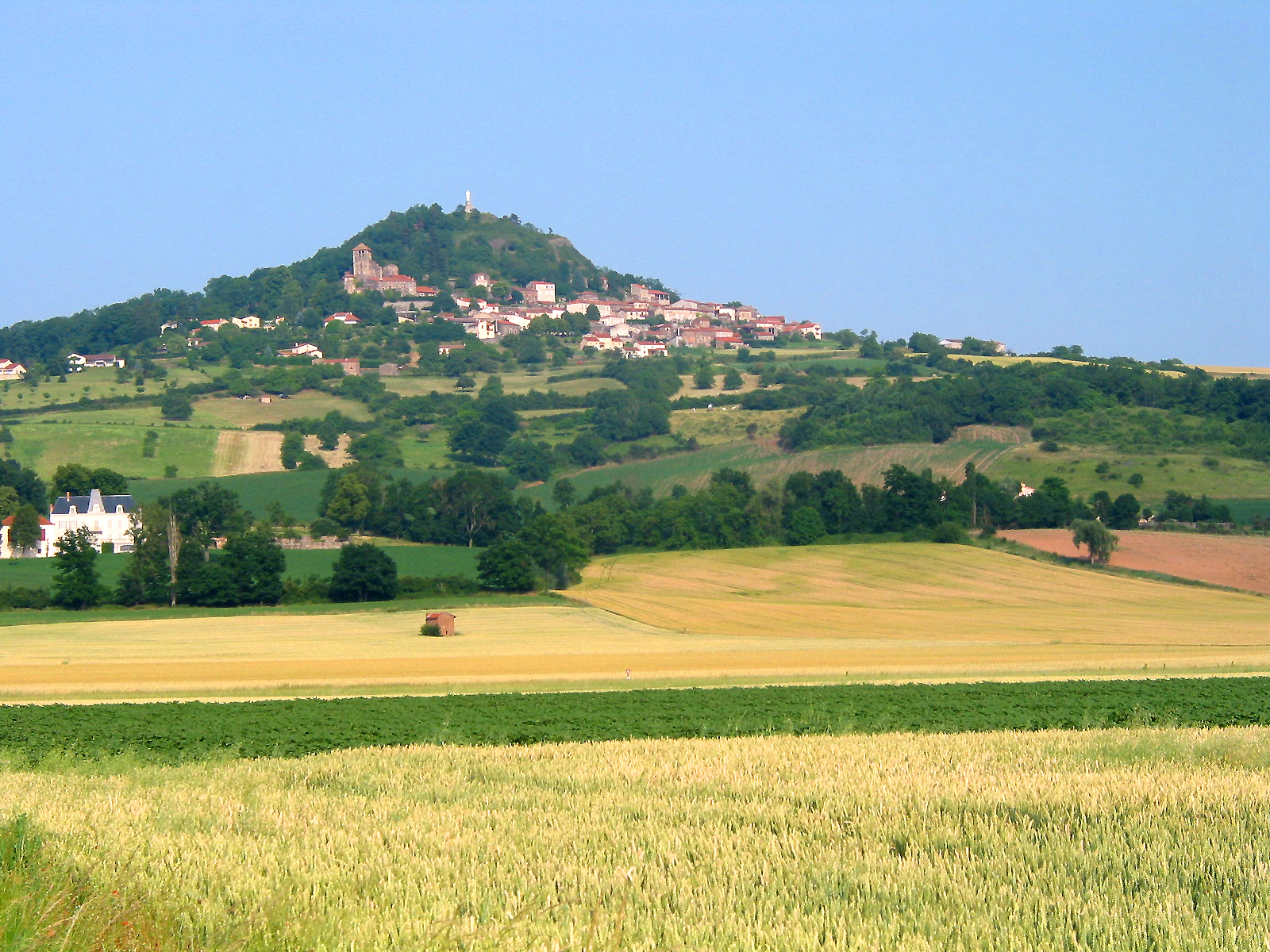
El Limagne en Usson.

Al este de Clermont-Ferrand, los bloques cristalinos han sido sobreelevados a lo largo de fallas y delimitan pequeñas fosas: la llanura de Ambert, dominada por el macizo del Livradois (Bois Noirs, 1218 m), y los montes del Forez (1634 m en Pierre-sur-Haute) con vistas a la llanura del mismo nombre. Estos hosts graníticos se extienden hacia el norte por la montaña Bourbonnais y los montes de la Madeleine. De noroeste a suroeste, las masas cristalinas conservan una forma de meseta. El bocage bourbonnais y los Combrailles están profundamente entallados por la erosión fluvial (gargantas del Dordoña y del río Sioule). La erosión glacial intensa fue el origen de numerosos lagos de la Artense que pueden recordar la topografía escandinava. En el suroeste, Châtaigneraie [Castañeda] ofrece un paisaje de colinas y un clima más suave, con acentos mediterráneos. En el sur, las montañas de Margeride (Signal de Randon, 1552 m) se extienden en el departamento de Lozère.

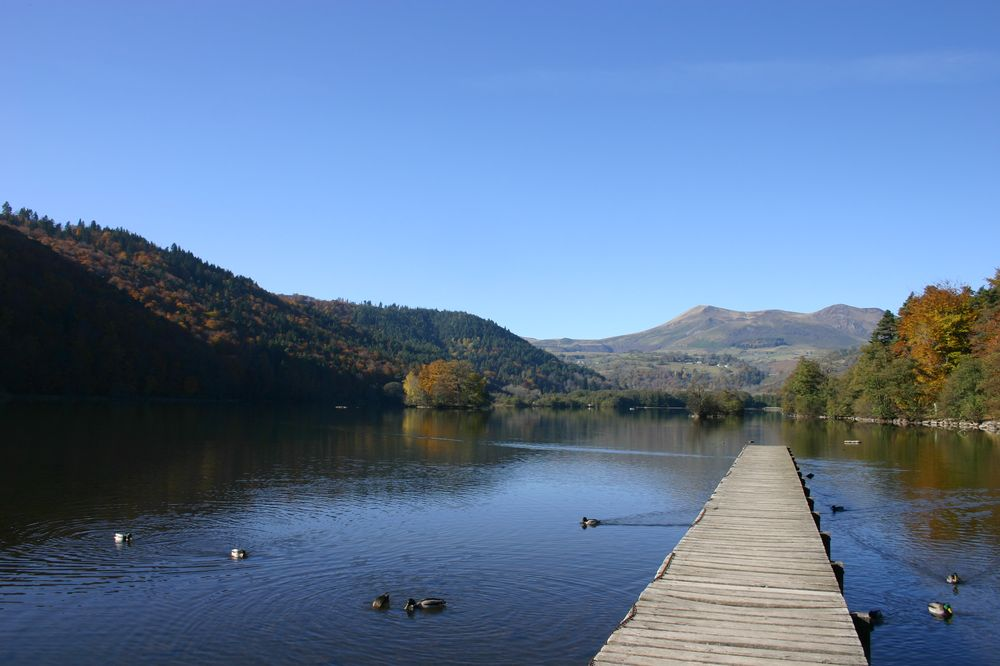
El lago Chambon.

Los volcanes de Auvernia aparecieron en la era Terciaria, cuando las dislocaciones de la base primaria, consecutivas a la orogenia de los Alpes. Al oeste, en los rebordes de la Limagne, los montañas Dome alinean 80 volcanes. Todos los tipos están representados, aunque los volcanes estrombolianos son los más numerosos. Estos son volcanes recientes y bien conservados; que están dominados por el Puy-de-Dôme (1463 m). Una petición de inscripción del sitio en el patrimonio de la humanidad de la UNESCO está en curso. Al sur se encuentran a continuación los montes Dore, que culminan en el pico de Sancy (1886 m), el punto más alto del Macizo Central. Estos son grandes estratovolcanes más antiguos que han sido desmembrados por la erosión glacial y fluvial. Atrapan lagos de diversos orígenes: lagos de cráter, como el lago Pavin, lagos de barrera volcánica como el lago de Aydat o el lago Chambon, o lagos de morrena como el lago de Guery.

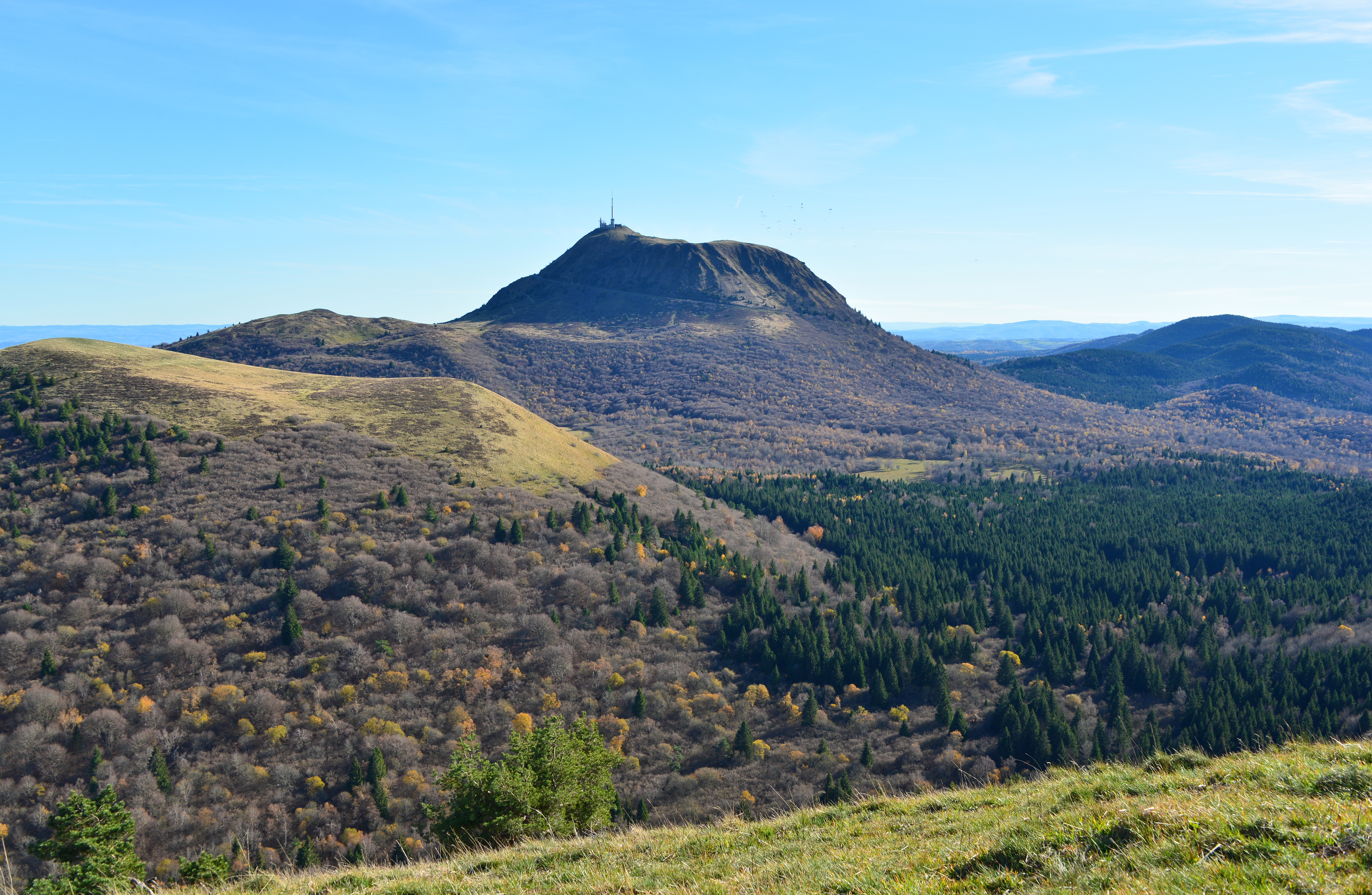
El Puy de Dôme.

Más al sur, encadenádose al principio de la meseta basáltica del Cézallier, se pueden evocar los paisajes escoceses, y después el pujante conjunto volcánica del Cantal. Con sus 40 km de diámetro, del que irradian, desde el Puy Mary (1783 m) y del Plomb du Cantal (1858 m), valles en auge (Cère, Maronne, Rhue, Alagnon). Estos separan vastas mesetas basálticas, con suelos fértiles: las planèzes. La mayor es la planèze de Saint-Flour. Este conjunto se beneficia de la protección del Parque de los volcanes de Auvernia.
Al sur del río Truyère, el Aubrac conserva un aire de meseta en la que se mezclan terrenos graníticos y volcánicos.
Al sureste, el Velay ha sido moldeado por la erosión, el macizo del Deves es una colada de lava sin cráter y, al este, solo quedan los jugos fonolíticas del macizo del Mzenc: monte Gerbier de Jonc (1551 m), monte Mézenc (1753 m), prolongados en el norte por el macizo del Meygal.
Hacia el este, se suceden, de norte a sur, los montes del Beaujolais (monte Saint-Rigaud, 1009 m), los montes del Lyonnais (Crêt Malherbe, 946 m), el macizo del Pilat (Crêt de la Perdrix, 1432 m), los Boutières y los Cévennes vivaroises (serre de la Croix de Bauzon, 1548 m). Más al este aún, la meseta volcánica del Coirón marca el límite del macizo Central.
Los terrenos sedimentarios forman el tercer conjunto del terreno auvernés. El término de «Limagne» se refiere a las zonas de una gran fertilidad del Terciaria que se oponen a las montañas. Dos grandes ejes, de dirección sur-norte, parecen con evidencia: el del Loira que drena la llanura del Forez y el del Allier que drena las pequeñas Limagnes de Brioude y de Issoire al sur, la Gran Limaña de Clermont al norte, la Limagne bourbonnaise más arenosa. Finalmente la Sologne bourbonnaise, amplia zona de mesetas bajas, está surcada por numerosos ríos.

## Administración
El consejo regional está formado por 204 concejales, elegidos por sufragio universal cada seis años. Desde 2016 el presidente es Laurent Wauquiez (LR). Despuès las elecciones de 2021 la composición del consejo es la siguiente:
| Partido político                         | Concejales |
| ---------------------------------------- | ---------- |
| Los Republicanos/Divers droite           | 118        |
| Unión de los Demócratas e Independientes | 18         |
| Los Verdes                               | 28         |
| Agrupación Nacional                      | 17         |
| Socialistas, Ecologistas y Demócratas    | 13         |
| Francia Insumisa y Comunistas            | 6          |
| Partido Radical de Izquierda             | 4          |